# Рівердейл (Юта)
Рівердейл (англ. Riverdale) — місто (англ. city) в США, в окрузі Вебер штату Юта. Населення — 9343 особи (2020).

## Географія
Рівердейл розташований за координатами 41°10′25″ пн. ш. 112°0′9″ зх. д. / 41.17361° пн. ш. 112.00250° зх. д. (41.173582, -112.002398).  За даними Бюро перепису населення США в 2010 році місто мало площу 11,84 км², уся площа — суходіл.

## Демографія
Згідно з переписом 2010 року, у місті мешкало 8426 осіб у 3062 домогосподарствах у складі 2179 родин. Густота населення становила 711 осіб/км².  Було 3244 помешкання (274/км²).
Расовий склад населення:
| - 87,7 % — білих - 1,6 % — азіатів - 1,3 % — чорних або афроамериканців - 0,8 % — корінних американців - 0,5 % — вихідців з тихоокеанських островів - 5,3 % — осіб інших рас |

До двох чи більше рас належало 2,8 %. Частка іспаномовних становила 12,8 % від усіх жителів.
За віковим діапазоном населення розподілялося таким чином: 27,9 % — особи молодші 18 років, 60,5 % — особи у віці 18—64 років, 11,6 % — особи у віці 65 років та старші. Медіана віку мешканця становила 31,7 року. На 100 осіб жіночої статі у місті припадало 100,0 чоловіків;  на 100 жінок у віці від 18 років та старших — 97,3 чоловіків також старших 18 років.
Середній дохід на одне домашнє господарство  становив 65 233 долари США (медіана — 56 076), а середній дохід на одну сім'ю — 72 725 доларів (медіана — 63 688). Медіана доходів становила 44 907 доларів для чоловіків та 33 048 доларів для жінок. За межею бідності перебувало 9,1 % осіб, у тому числі 10,1 % дітей у віці до 18 років та 9,1 % осіб у віці 65 років та старших.
Цивільне працевлаштоване населення становило 4078 осіб. Основні галузі зайнятості: освіта, охорона здоров'я та соціальна допомога — 19,2 %, роздрібна торгівля — 15,3 %, науковці, спеціалісти, менеджери — 14,4 %.